# Charles Garnier

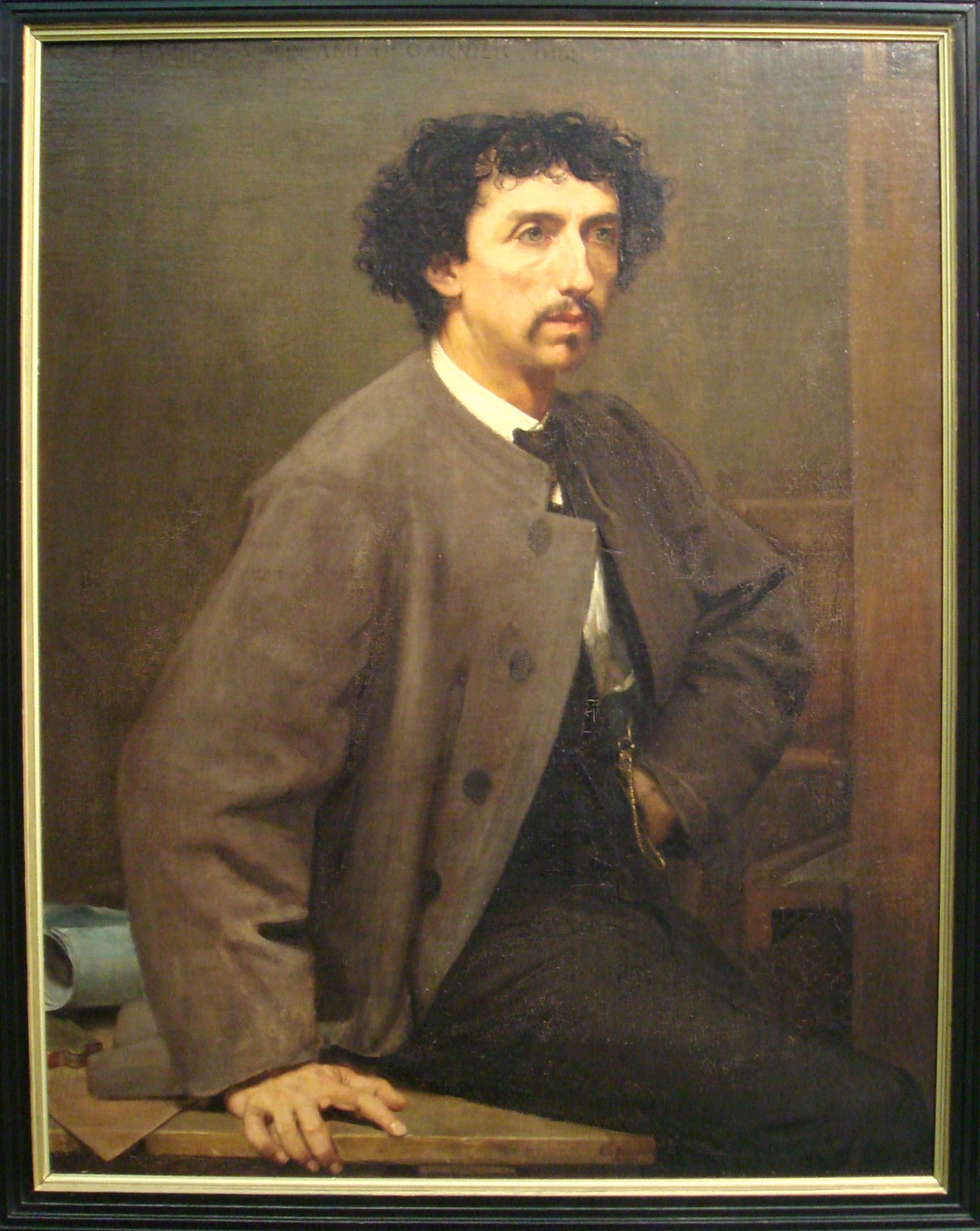
Charles Garnier

Charles Garnier (6 tháng 11 năm 1825 - 3 tháng 8 năm 1898) là một kiến trúc sư người Pháp, người đã thiết kế Palais Garnier tại Paris và Opéra de Monte-Carlo cùng sòng bài tại Monaco.
Sinh tại Paris, Charles Garnier theo học tại Trường hoàng gia Mỹ thuật Paris (École royale des Beaux-Arts de Paris) từ năm 1842, là học trò của Louis-Hippolyte Lebas. Ông đạt giải thưởng La Mã vào năm 1848 và được tới Viện hàn lâm Pháp tại Roma trong khoảng thời gian từ 17 tháng 1 tới 31 tháng 12 năm 1849. Charles Garnier được bầu vào Viện hàn lâm Mỹ thuật Pháp năm 1874. Ông mất ngày 3 tháng 8 năm 1898 tại Paris.